# Uwe Eisenbeis
Uwe Eisenbeis (ur. 14 listopada 1975) – niemiecki lekkoatleta, specjalizujący się w biegach sprinterskich. 
Medalista Młodzieżowych Mistrzostw Europy (1997).

## Osiągnięcia
- Młodzieżowe Mistrzostwa Europy, Turku 1997
  - brązowy medal – sztafeta 4 × 100 m

## Rekordy życiowe
- bieg na 60 metrów
  - hala – 6,74 (1998)
- bieg na 100 metrów
  - stadion – 10,35 (1997)
- bieg na 200 metrów
  - stadion – 21,04 (1997)
  - hala – 21,49 (2000)